# Carina Viljoen

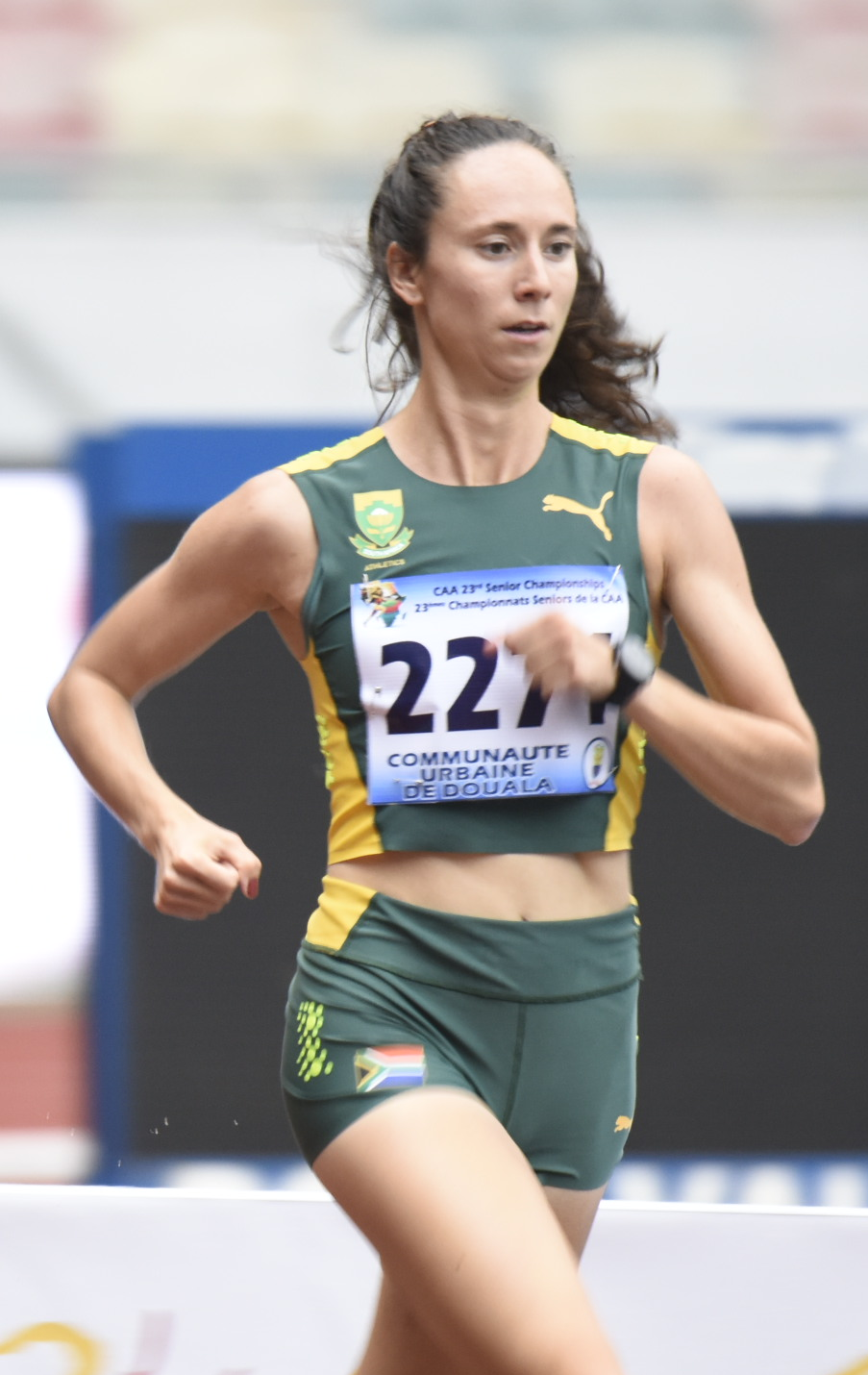
Carina Viljoen bei den Afrikanischen Leichtathletik-Meisterschaften 2024

Carina Viljoen (* 15. April 1997 in Johannesburg) ist eine südafrikanische Leichtathletin, die sich auf den 1500-Meter-Lauf spezialisiert hat.

## Sportliche Laufbahn
Erste internationale Erfahrungen sammelte Carina Viljoen 2013 bei den Jugendweltmeisterschaften in Donezk, bei denen sie in 4:30,36 min den elften Platz belegte. Bei den Crosslauf-Weltmeisterschaften 2015 in Guiyang belegte sie in der U20-Wertung nach 23:28 min den 76. Platz. 2019 nahm sie an der Sommer-Universiade in Neapel teil und wurde dort in 4:14,70 min Sechste. 2022 gelangte sie bei den Afrikameisterschaften in Port Louis mit 4:21,65 min auf Rang sechs und im Jahr darauf schied sie bei den Weltmeisterschaften in Budapest mit 4:11,02 min in der ersten Runde aus.

## Persönliche Bestleistungen
- 1500 Meter: 4:07,11 min, 22. Juli 2023 in Los Angeles
  - 1500 Meter (Halle): 4:12,90 min, 11. Februar 2022 in Boston
- 3000 Meter: 8:58,39 min, 14. April 2023 in Kapstadt
  - 3000 Meter (Halle): 9:05,05 min, 3. Dezember 2021 in Fayetteville